# Pål Balkisson
Pål Balkisson (auch Pall Bálkason, Paul Balkason oder Paul, son of Boke; † 1231 auf der Isle of Lewis) war ein schottischer Adliger skandinavischer Herkunft.
Pål Balkisson wurde als Vicecomes auf der Insel Skye bezeichnet, die zum Königreich der Inseln gehörte, dass unter der Oberhoheit der norwegischen Könige stand. Er galt als energischer Krieger, der auch auf den anderen westschottischen Inseln erheblichen Einfluss gehabt haben soll. Nach anderen Angaben hatte er im Auftrag der Könige von Man faktisch das Amt eines Sheriffs auf Skye inne.
1223 wurde Pål in den Machtkampf zwischen Olaf, dem Herrn von Lewis, und seinem Neffen Godred Don verwickelt. Godred Don diente im Auftrag seines Vaters, König Ragnvald von Man, als Unterkönig auf Skye. Pål weigerte sich, Godred bei einem Angriff auf Olaf auf der Insel Lewis zu unterstützen. Olaf konnte dem Angriff knapp entkommen und flüchtete nach Ross-shire zu seinem Schwiegervater Ferchar Mactaggert. Wenig später erschien auch Pål am Hof des nordschottischen Magnaten. Ferchar konnte zwischen Olaf und Pål vermitteln, worauf sie sich verbündeten und noch 1223 gemeinsam Skye angriffen. Dabei konnten sie Godred gefangen nehmen. Nach der Manx Chronicle soll Pål Godred gegen den Wunsch von Olaf verstümmelt haben. Es gilt jedoch als offensichtlich, dass Olaf die Tat zumindest billigte, die ein deutliches Signal für Godreds Vater Ragnvald war. In den nächsten Jahren kam es zwischen Olaf und seinem Halbbruder Ragnvald zu einem erbitterten Machtkampf um die Herrschaft, den Olaf schließlich für sich entscheiden konnte.
1230 gehörten Pål Balkinsson und sein Sohn der norwegischen Flotte an, die unter dem Kommando von Uspak einen Feldzug zu den westschottischen Inseln unternehmen sollte. Die Flotte sollte dort den Frieden und die Autorität des norwegischen Königs Håkon IV. wieder herstellen. Auch Olaf und Påls alter und verstümmelter Rivale Godred Don schlossen sich der Flotte an. Nachdem die Flotte die Orkneys erreicht hatte, segelte Pål mit einem Teil der Flotte nach Westen und griff seine Rivalen auf Skye an. Nachdem Uspak im weiteren Verlauf des Feldzugs getötet worden war, übernahm Olaf die Führung der Flotte und segelte zur Isle of Man. Dort übernahm er die Herrschaft, doch auf Druck der norwegischen Unterführer musste er Godred Don die Herrschaft auf Lewis überlassen. Die Norweger setzten Godred 1231 als Herrn von Lewis ein. Nach dem Abzug der Norweger rächte sich Godred an Pål, griff ihn an und ließ ihn auf Lewis töten. Nur wenig später wurde auch Godred ermordet.
Pål Balkinssons Vater war womöglich der Ahnherr des Clans MacPhails schottisch-gälisch Söhne von Paul und des Clan MacLeod.